# Marcus King
Marcus King (* 11. März 1996 in Greenville, South Carolina) ist ein US-amerikanischer Sänger und Gitarrist. Er wurde vor allem durch die nach ihm benannte The Marcus King Band bekannt.

## Leben
Marcus King wuchs als Sohn des Blues-Gitarristen Marvin King in South Carolina auf.  Auch sein Großvater Bill King  war ein bekannter Musiker. Bereits als Kind lernte Marcus King das Gitarrenspiel und unterstützte seinen Vater bereits im Alter von acht Jahren auf der Bühne. Mit elf war er auf einem Album seines Vaters zu hören. In seinen Teenagerjahren gründete er seine ersten Bands und spielte vor allem Southern Rock. Ihm war klar, dass er sein weiteres Vorankommen in der Musik sah, und so vernachlässigte er die Schule. Er stand kurz vor seinem Rauswurf, machte aber dennoch seinen GED und konzentrierte sich von da an auf seine Musikkarriere. Er wechselte dann an das Fine Arts Center in South Carolina und begann im Vorprogramm von Chris Stapleton und Eric Clapton aufzutreten, veranstaltete ein Musikfestival, spielte mit seinen Familienmitgliedern in der Marcus King Band Family Reunion und durfte in der Grand Ole Opry auftreten.
2015 erschien mit Soul Insight das Debütalbum der nach ihm benannten Band, die bis 2018 insgesamt drei Alben veröffentlichte.
Am 17. Januar 2020 veröffentlichte er sein Solodebüt El Dorado, das von Dan Auerbach von The Black Keys produziert wurde, über das Label Fantasy Records. Es erreichte Platz 142 der Billboard 200 sowie Platz 64 der deutschen Albumcharts.
Am 19. Februar 2023 heiratete Marcus King die Country-Sängerin und Influencer Briley Hussey.

## Diskografie

### Solo

#### Album
- 2020: El Dorado (Fantasy Records)
- 2022: Young Blood (Easy Eye Sound)
- 2024: Mood Swings (Republic Records)

#### Singles
- 2019: The Well
- 2019: One Day She’s Here
- 2022: Hard Working Man
- 2022: Blood on the Tracks
- 2024: Mood Swings
- 2024: Sucker vom Soundtrack der Fernsehserie Arcane (season 2)